# Kirch Jesar
Kirch Jesar es un municipio situado en el distrito de Ludwigslust-Parchim, en el estado federado de Mecklemburgo-Pomerania Occidental (Alemania), a una altitud de 22 metros. Su población a finales de 2016 era de 632 habs. y su densidad poblacional, 34 hab/km².